# Sex Välvilliga Vindar
Sex Välvilliga Vindar är en fiktiv person skapad av Terry Pratchett.

## Handling
Sex Välvilliga Vindar kommer från Motviktskontinenten och arbetar som skattmas åt kejsaren. Han är med i Spännande tider. Sex Välvilliga Vindar blir där hållen som gisslan av Cohen Barbaren och Silverhorden.